# Écolo j
Pour l'organisation française, voir Les Jeunes Écologistes.
 (décembre 2023).
- Si vous ne connaissez pas le sujet, laissez ce bandeau (vous pouvez alors contacter les auteurs).
- Si vous supprimez le contenu mis en cause (vous pouvez préalablement contacter les auteurs),

argumentez précisément cette suppression dans la page de discussion
(un manque de référence n'est pas un argument ; une recherche réelle de référence doit avoir été effectuée, être formellement documentée).
Écolo j (stylisé écolo j) est une organisation de jeunesse politique belge qui soutient le projet politique du parti Ecolo. C'est une association sans but lucratif légalement indépendante du Parti Ecolo[réf. souhaitée], mais qui néanmoins collabore étroitement et régulièrement avec ce dernier[réf. souhaitée].
Écolo j a été créé après la débâcle électorale qu'a subie le parti Ecolo lors des élections législatives belges de 2003[réf. nécessaire]. À travers ses actions, Écolo j tente de sensibiliser les jeunes citoyens de 15 à 35 ans aux enjeux de la « chose publique » ainsi qu'aux « valeurs de l'écologie politique »[réf. nécessaire].

## Historique
Depuis 2006, Écolo j est reconnu comme Organisation de Jeunesse par la Communauté française de Belgique, car l'association s’inscrit dans l’objectif de formation de citoyens responsables, actifs, critiques et solidaires défini par le décret du 20 juin 1980 fixant les conditions de reconnaissance et d’octroi de subventions aux organisations de jeunesse, et plus particulièrement dans la catégorie « mouvements de jeunesse » fixée à l’article 3, -2, a). Écolo j associe ses membres à l’élaboration et à la mise en œuvre de ses programmes d’action, et à décentraliser son action dans le cadre de sections régionales. De même, l'organisation vise à adopter un mode de fonctionnement qui fasse écho à ses objectifs politiques, comme, entre autres, la participation des jeunes aux décisions qui les concernent, la gestion collective des projets, l’éthique dans l’action politique[Quoi ?] et la parité[réf. nécessaire]. L'organisation est présidée depuis 2024 par Lisandra La Terra et Giudice Tsape.

## Europe
Écolo j est membre de la Fédération des Jeunes Verts Européens[réf. souhaitée].